# Список Героев Советского Союза (Обедняк — Опалев)
В настоящем списке представлены в алфавитном порядке все Герои Советского Союза, чьи фамилии начинаются с буквы «О» (всего 245 человек, из них двое удостоены звания дважды). Список содержит даты Указов Президиума Верховного Совета СССР о присвоении звания, информацию о роде войск, должности и воинском звании Героев на дату представления к присвоению звания Героя Советского Союза, годах их жизни.
Ударения в фамилиях Героев приведены по книге «Герои Советского Союза: Краткий биографический словарь / Пред. ред. коллегии И. Н. Шкадов. — М.: Воениздат, 1988. — Т. 2 /Любов — Ящук/. — 863 с. — 100 000 экз. — ISBN 5-203-00536-2.».
- Персиковым цветом  в таблице выделены Герои, удостоенные звания дважды и более раз.
- Серым цветом  в таблице выделены Герои, представленные к званию посмертно.

| Навигационная таблица | Навигационная таблица              |
| --------------------- | ---------------------------------- |
| «О»                   | Обедняк Николай — Опалев Александр |
| «О»                   | Опалев Алексей — Ощепков Андрей    |

| № п/п | Фамилия Имя Отчество                                                 | Дата Указа            | Род войск    | Должность | Звание                                         | Годы жизни                                    | БС ГС НЛ                        |
| ----- | -------------------------------------------------------------------- | --------------------- | ------------ | --- | ---------------------------------------------- | --------------------------------------------- | ------------------------------- |
| 1     | Обедня́к Николай Иванович укр. Обідняк Микола Іванович                | 20.12.1943            | пехота       | разведчик 11-й гвардейской отдельной моторазведывательной роты 14-й гвардейской стрелковой дивизии 57-й армии Степного фронта | гвардии красноармеец                           | 25.09.1925 — 27.02.2008                       | [ БС 1 ] [ ГС 1 ] [ НЛ 1 ]      |
| 2     | Обе́лов Лев Васильевич                                                | 19.04.1945            | авиация      | командир эскадрильи 566-го штурмового авиационного полка 277-й штурмовой авиационной дивизии 1-й воздушной армии 3-го Белорусского фронта | старший лейтенант                              | 03.01.1923 — 04.05.1987                       | [ БС 2 ] [ ГС 2 ] [ НЛ 2 ]      |
| 3     | Обере́мченко Николай Васильевич                                       | 27.02.1945            | пехота       | командир роты 1052-го стрелкового полка 301-й стрелковой дивизии 5-й ударной армии 1-го Белорусского фронта | капитан                                        | 27.09.1909 — 24.04.1945                       | [ БС 2 ] [ ГС 3 ] [ НЛ 3 ]      |
| 4     | О́биух Иван Данилович укр. Обіух Іван Данилович                       | 20.12.1943            | инженер      | понтонёр-моторист катера 7-го отдельного моторизированного понтонно-мостового батальона инженерных войск Степного фронта | красноармеец                                   | 17.01.1920 — 23.01.1980                       | [ БС 2 ] [ ГС 4 ] [ НЛ 4 ]      |
| 5     | О́бликов Иван Сергеевич                                               | 17.10.1943            | артиллерия   | командир миномётного расчёта 383-го стрелкового полка 121-й стрелковой дивизии 60-й армии Центрального фронта | старший сержант                                | 20.06.1916 — 14.10.1943 (пропал без вести)    | [ БС 2 ] [ ГС 5 ] [ НЛ 5 ]      |
| 6     | Ободо́вский Василий Григорьевич                                       | 24.03.1945            | пехота       | исполняющий должность командира взвода 703-го стрелкового полка 233-й стрелковой дивизии 57-й армии 3-го Украинского фронта | старший сержант                                | 1920 — 09.11.1944                             | [ БС 2 ] [ ГС 6 ] [ НЛ 6 ]      |
| 7     | Обо́лдин Савелий Савельевич                                           | 24.03.1945            | пехота       | командир расчёта противотанкового ружья 32-й мотострелковой бригады 18-го танкового корпуса 3-го Украинского фронта | сержант                                        | 05.04.1922 — 04.07.1991                       | [ БС 2 ] [ ГС 7 ] [ НЛ 7 ]      |
| 8     | Обо́рин Александр Васильевич                                          | 10.04.1945            | авиация      | командир 438-го истребительного авиационного полка 205-й истребительной авиационной дивизии 6-го гвардейского истребительного авиационного корпуса 2-й воздушной армии 1-го Украинского фронта | подполковник                                   | 22.03.1908 — 07.08.1944                       | [ БС 2 ] [ ГС 8 ] [ НЛ 8 ]      |
| 9     | Образцо́в Борис Александрович                                         | 10.10.1951            | авиация      | старший лётчик 176-го гвардейского истребительного авиационного полка 324-й гвардейской истребительной авиационной дивизии 64-го истребительного авиационного корпуса | гвардии старший лейтенант                      | 07.04.1923 — 11.07.1951                       | ——                              |
| 10    | Образцо́в Иван Васильевич                                             | 23.10.1943            | пехота       | командир взвода 838-го стрелкового полка 237-й стрелковой дивизии 40-й армии Воронежского фронта | старшина                                       | 20.01.1914 — 25.09.1943                       | [ БС 3 ] [ ГС 10 ] [ НЛ 9 ]     |
| 11    | Обу́хов Александр Афанасьевич                                         | 06.03.1945            | морской флот | командир звена бронекатеров 2-го дивизиона сторожевых катеров Охраны водного района Таллинского морского оборонительного района Балтийского флота | капитан-лейтенант                              | 01.05.1917 — 12.01.2009                       | [ БС 4 ] [ ГС 11 ] [ НЛ 10 ]    |
| 12    | Обу́хов Александр Васильевич                                          | 19.04.1945            | артиллерия   | командир орудия 227-го артиллерийского полка 70-й стрелковой дивизии 43-й армии 3-го Белорусского фронта | старшина                                       | 03.12.1911 — 26.01.1959                       | [ БС 4 ] [ ГС 12 ] [ НЛ 11 ]    |
| 13    | Обу́хов Александр Григорьевич                                         | 22.07.1944            | инженер      | сапёр 196-го гвардейского стрелкового полка 67-й гвардейской стрелковой дивизии 6-й гвардейской армии 1-го Прибалтийского фронта | гвардии ефрейтор                               | 05.10.1921 — 01.08.1967                       | [ БС 4 ] [ ГС 13 ] [ НЛ 12 ]    |
| 14    | Обу́хов Анатолий Ефимович                                             | 19.04.1945            | инженер      | командир роты 175-го отдельного сапёрного батальона 126-й стрелковая дивизии 43-й армии 3-й Белорусского фронта | старший лейтенант                              | 12.06.1923 — 25.06.1965                       | [ БС 4 ] [ ГС 14 ] [ НЛ 13 ]    |
| 15    | Обу́хов Василий Михайлович                                            | 13.03.1944            | авиация      | заместитель командира эскадрильи 25-го гвардейского авиационного полка 45-й авиационной дивизии 8-го авиационного корпуса Авиации дальнего действия | гвардии майор                                  | 30.12.1909 — 06.05.1945                       | [ БС 4 ] [ ГС 15 ] [ НЛ 14 ]    |
| 16    | Обу́хов Виктор Тимофеевич                                             | 04.07.1944            | генерал      | командир 3-го гвардейского механизированного корпуса 3-го Белорусского фронта | гвардии генерал-лейтенант танковых войск       | 03.04.1898 — 26.11.1975                       | [ БС 5 ] [ ГС 16 ] [ НЛ 15 ]    |
| 17    | Обу́хов Евгений Михайлович                                            | 10.01.1944            | инженер      | командир отделения 551-го отдельного сапёрного батальона 253-й стрелковой дивизии 40-й армии Воронежского фронта | сержант                                        | 1921 — 14.03.1944                             | [ БС 5 ] [ ГС 17 ] [ НЛ 16 ]    |
| 18    | Обу́хов Николай Феоктистович                                          | 20.11.1941            | десантники   | стрелок 212-й воздушно-десантной бригады 3-го воздушно-десантного корпуса 40-й армии Юго-Западный фронта | красноармеец                                   | 25.05.1921 — 11.11.1990                       | [ БС 5 ] [ ГС 18 ] [ НЛ 17 ]    |
| 19    | Обу́хов Тимофей Петрович                                              | 01.05.1943            | авиация      | штурман 12-го истребительного авиационного полка 209-й истребительной авиационной дивизии 2-го истребительного авиационного корпуса 14-й воздушной армии Волховского фронта | майор                                          | 28.12.1916 — 26.09.1972                       | [ БС 5 ] [ ГС 19 ] [ НЛ 18 ]    |
| 20    | Обухо́вский Анатолий Романович укр. Обуховський Анатолій Романович    | 10.01.1944            | артиллерия   | командир орудия артиллерийского дивизиона 71-й механизированной бригады 9-го механизированного корпуса 3-й гвардейской танковой армии 1-го Украинского фронта | сержант                                        | 15.05.1925 — 24.04.1997                       | [ БС 5 ] [ ГС 20 ] [ НЛ 19 ]    |
| 21    | Обухо́вский Иван Денисович укр. Обуховський Іван Денисович            | 10.01.1944            | пехота       | стрелок 29-го стрелкового полка 38-й стрелковой дивизии 40-й армии Воронежского фронта | красноармеец                                   | 25.07.1924 — 10.01.1989                       | [ БС 5 ] [ ГС 21 ] [ НЛ 20 ]    |
| 22    | Ови́нников Сергей Михайлович                                          | 23.09.1943            | артиллерия   | командир орудия 314-го артиллерийского полка 149-й стрелковой дивизии 65-й армии Центрального фронта | сержант                                        | 14.06.1922 — 11.08.1943                       | [ БС 5 ] [ ГС 22 ] [ НЛ 21 ]    |
| 23    | О́водов Яков Леонтьевич                                               | 15.05.1946            | авиация      | помощник по воздушно-стрелковой службе командира 133-го истребительный авиационный полка 234-й истребительной авиационной дивизии 6-го истребительного авиационного корпуса 16-й воздушной армии 1-го Белорусского фронта | майор                                          | 05.11.1916 — 09.09.1999                       | [ БС 5 ] [ ГС 23 ] [ НЛ 22 ]    |
| 24    | Оводо́вский Григорий Яковлевич укр. Оводовський Григорій Якович       | 08.07.1945            | морской флот | командир 7-го дивизиона тральщиков 2-й бригады траления Балтийского флота | капитан-лейтенант                              | 14.11.1906 — 07.05.1974                       | [ БС 6 ] [ ГС 24 ] [ НЛ 23 ]    |
| 25    | Овся́нкин Михаил Иванович                                             | 22.02.1944            | пехота       | командир отделения взвода пешей разведки 78-го гвардейского стрелкового полка 25-й гвардейской стрелковой дивизии 6-й армии Юго-Западного фронта | гвардии старший сержант                        | 15.11.1920 — 02.12.1978                       | [ БС 6 ] [ ГС 25 ] [ НЛ 24 ]    |
| 26    | Овся́нников Владимир Васильевич                                       | 23.10.1943            | артиллерия   | помощник начальника штаба 1664-го истребительно-противотанкового артиллерийского полка РГК в составе 40-й армии Воронежского фронта | старший лейтенант                              | 10.11.1923 — 12.09.1943                       | [ БС 6 ] [ ГС 26 ] [ НЛ 25 ]    |
| 27    | Овся́нников Дмитрий Никитович                                         | 19.04.1945            | авиация      | командир звена 74-го гвардейского штурмового авиационного полка 1-й гвардейской штурмовой авиационной дивизии 1-й воздушной армии 3-го Белорусского фронта | гвардии лейтенант                              | 29.12.1923 — 13.07.1998                       | [ БС 6 ] [ ГС 27 ] [ НЛ 26 ]    |
| 28    | Овся́нников Константин Васильевич                                     | 17.10.1943            | пехота       | командир отделения 1035-го стрелкового полка 280-й стрелковой дивизии 60-й армии Центрального фронта | сержант                                        | 1907 — 02.10.1943                             | [ БС 6 ] [ ГС 28 ] [ НЛ 27 ]    |
| 29    | Овся́нников Михаил Кузьмич                                            | 29.10.1943            | инженер      | командир отделения 230-го отдельного сапёрного батальона 163-й стрелковой дивизии 38-й армии Воронежского фронта | сержант                                        | 04.11.1909 — 23.03.1944                       | [ БС 6 ] [ ГС 29 ] [ НЛ 28 ]    |
| 30    | Овся́нников Николай Иванович                                          | 27.02.1945            | артиллерия   | командир орудия 448-го стрелкового полка 397-й стрелковой дивизии 61-й армии 1-го Белорусского фронта | старшина                                       | 03.05.1903 — 26.11.1996                       | [ БС 6 ] [ ГС 30 ] [ НЛ 29 ]    |
| 31    | Овчаре́нко Дмитрий Романович укр. Овчаренко Дмитро Романович          | 09.11.1941            | пехота       | ездовой пулемётной роты 389-го стрелкового полка 176-й стрелковой дивизии 9-й армии Южного фронта | красноармеец                                   | 1919 — 28.01.1945                             | [ БС 6 ] [ ГС 31 ] [ НЛ 30 ]    |
| 32    | Овчаре́нко Иван Тихонович укр. Овчаренко Іван Тихонович               | 10.01.1944            | пехота       | командир батальона 1144-го стрелкового полка 340-й стрелковой дивизии 38-й армии Воронежского фронта | капитан                                        | 29.12.1909 — 21.10.1943                       | [ БС 7 ] [ ГС 32 ] [ НЛ 31 ]    |
| 33    | Овчаре́нко Кузьма Иванович                                            | 10.01.1944            | танкист      | командир 69-й танковой бригады 4-го танкового корпуса Воронежского фронта | полковник                                      | 10.10.1901 — 11.11.1943                       | [ БС 8 ] [ ГС 33 ] [ НЛ 32 ]    |
| 34    | Овча́ркин Владимир Прокофьевич                                        | 10.04.1945            | артиллерия   | командир орудия 340-го гвардейского стрелкового полка 121-й гвардейской стрелковой дивизии 38-й армии 1-го Украинского фронта | гвардии сержант                                | 10.04.1910 — 04.10.1995                       | [ БС 8 ] [ ГС 34 ] [ НЛ 33 ]    |
| 35    | Овчаро́в Александр Михайлович укр. Овчаров Олександр Михайлович       | 28.04.1945            | танкист      | командир 45-й механизированной бригады 5-го механизированного корпуса 6-й танковой армии 2-го Украинского фронта | гвардии подполковник                           | 28.03.1916 — 23.08.1993                       | [ БС 8 ] [ ГС 35 ] [ НЛ 34 ]    |
| 36    | Овчаро́в Степан Поликарпович укр. Овчаров Степан Полікарпович         | 23.10.1943            | пехота       | стрелок 955-го стрелкового полка 309-й стрелковой дивизии 40-й армии Воронежского фронта | красноармеец                                   | 1903 — 27.10.1951                             | [ БС 8 ] [ ГС 36 ] [ НЛ 35 ]    |
| 37    | Овчаро́в Степан Семёнович укр. Овчаров Степан Семенович               | 22.02.1944            | артиллерия   | командир орудия 197-го гвардейского артиллерийского полка 92-й гвардейской стрелковой дивизии 37-й армии Степного фронта | гвардии сержант                                | 1909 — 14.10.1943                             | [ БС 8 ] [ ГС 37 ] [ НЛ 36 ]    |
| 38    | Овчи́нников Александр Павлович                                        | 27.06.1945            | авиация      | штурман 143-го гвардейского штурмового авиационного полка 8-й гвардейской штурмовой авиационной дивизии 1-го гвардейского штурмового авиационного корпуса 2-й воздушной армии 1-го Украинского фронта | гвардии старший лейтенант                      | 30.10.1922 — 20.05.2004                       | [ БС 8 ] [ ГС 38 ] [ НЛ 37 ]    |
| 39    | Овчи́нников Борис Васильевич                                          | 24.03.1945            | инженер      | командир роты 51-го отдельного моторизованного сапёрного батальона 2-го гвардейского танкового корпуса 3-го Белорусского фронта | гвардии старший лейтенант                      | 17.09.1920 — 28.07.1981                       | [ БС 9 ] [ ГС 39 ] [ НЛ 38 ]    |
| 40    | Овчи́нников Василий Фёдорович                                         | 07.04.1940            | комиссар     | политрук 387-го стрелкового полка 136-й стрелковой дивизии 13-й армии Северо-Западного фронта | политрук                                       | 13.12.1901 — сентябрь 1941 (пропал без вести) | [ БС 10 ] [ ГС 40 ] [ НЛ 39 ]   |
| 41    | Овчи́нников Владимир Сергеевич                                        | 31.03.1943            | пехота       | заместитель командира 113-го гвардейского стрелкового полка 38-й гвардейской стрелковой дивизии 1-й гвардейской армии Юго-Западного фронта | гвардии майор                                  | 03.10.1914 — 10.01.1943                       | [ БС 10 ] [ ГС 41 ] [ НЛ 40 ]   |
| 42    | Овчи́нников Григорий Семёнович                                        | 16.05.1944            | комиссар     | парторг батальона 81-й отдельной морской стрелковой бригады 18-й армии Северо-Кавказский фронта | красноармеец                                   | 18.04.1898 — 25.07.1943                       | [ БС 10 ] [ ГС 42 ] [ НЛ 41 ]   |
| 43    | Овчи́нников Максим Михайлович                                         | 10.04.1945            | пехота       | пулемётчик 34-го гвардейского стрелкового полка 13-й гвардейской стрелковой дивизии 5-й гвардейской армии 1-го Украинского фронта | гвардии младший сержант                        | 21.02.1906 — 12.03.1976                       | [ БС 10 ] [ ГС 43 ] [ НЛ 42 ]   |
| 44    | Овчи́нников Николай Тихонович                                         | 24.03.1945            | кавалерия    | командир сабельного эскадрона 23-го гвардейского кавалерийского полка б-й гвардейской кавалерийской дивизии 3-го гвардейского кавалерийского корпуса 2-го Белорусского фронта | гвардии капитан                                | 11.07.1918 — 19.07.1976                       | [ БС 10 ] [ ГС 44 ] [ НЛ 43 ]   |
| 45    | Огане́сов Вазген Михайлович арм. Օգանեսով Վազգեն                      | 15.05.1946            | авиация      | заместитель командира и штурман 347-го истребительного авиационного полка 193-й истребительной авиационной дивизии 13-го истребительного авиационного корпуса 16-й воздушной армии 1-го Белорусского фронта | старший лейтенант                              | 20.02.1920 — 23.05.1993                       | [ БС 10 ] [ ГС 45 ] [ НЛ 44 ]   |
| 46    | Ога́нов Сергей Мамбреевич арм. Օհանյան Սերգեյ                         | 22.02.1943            | артиллерия   | командир артиллерийской батареи 606-го стрелкового полка 317-й стрелковой дивизии 56-й армии Южного фронта | лейтенант                                      | 23.02.1921 — 18.11.1941                       | [ БС 10 ] [ ГС 46 ] [ НЛ 45 ]   |
| 47    | Оганья́нц Грант Аракелович арм. Օհանյանց Հրանտ                        | 24.03.1945            | танкист      | командир танковой роты 71-го танкового полка 11-й гвардейской кавалерийской дивизии 5-го гвардейского кавалерийского корпуса 2-й Украинский фронт | капитан                                        | 16.04.1918 — 26.08.1944                       | [ БС 11 ] [ ГС 47 ] [ НЛ 46 ]   |
| 48    | Огарёв Михаил Сергеевич                                              | 18.08.1945            | авиация      | лётчик 783-го штурмового авиаполка 199-й штурмовой авиационной дивизии 4-го штурмового авиационного корпуса 4-й воздушной армии 2-го Белорусского фронта | младший лейтенант                              | 06.11.1922 — 15.10.1984                       | [ БС 12 ] [ ГС 48 ] [ НЛ 47 ]   |
| 49    | Ога́рков Николай Васильевич                                           | 28.10.1977            | маршал       | начальник Генерального штаба Вооружённых сил СССР — первый заместитель Министра обороны СССР | Маршал Советского Союза                        | 30.10.1917 — 23.01.1994                       | ——                              |
| 50    | Огло́блин Иван Васильевич                                             | 13.04.1944            | авиация      | командир звена 25-го гвардейского авиационного полка ночных бомбардировщиков 2-й гвардейской авиационной дивизии ночных бомбардировщиков 8-й воздушной армии 4-го Украинского фронта | гвардии старший лейтенант                      | 01.01.1921 — 13.12.2011                       | [ БС 12 ] [ ГС 50 ] [ НЛ 48 ]   |
| 51    | Огнёв Андрей Григорьевич                                             | 16.10.1943            | пехота       | стрелок 151-го стрелкового полка 8-й стрелковой дивизии 13-й армии Центрального фронта | младший сержант                                | 29.09.1902 — 08.10.1943                       | [ БС 12 ] [ ГС 51 ] [ НЛ 49 ]   |
| 52    | Огнёв Иван Михайлович                                                | 27.06.1945            | пехота       | командир 764-го стрелкового полка 232-й стрелковой дивизии 38-й армии Воронежского фронта | подполковник                                   | 05.03.1902 — 05.01.1988                       | [ БС 13 ] [ ГС 52 ] [ НЛ 50 ]   |
| 53    | Огнёв Павел Егорович                                                 | 13.09.1944            | пехота       | командир роты 794-го стрелкового полка 232-й стрелковой дивизии 40-й армии 2-го Украинского фронта | младший лейтенант                              | 07.12.1911 — 14.05.1987                       | [ БС 14 ] [ ГС 53 ] [ НЛ 51 ]   |
| 54    | Огоро́дников Николай Иванович                                         | 16.10.1943            | артиллерия   | командир миномётной роты 151-го стрелкового полка 8-й стрелковой дивизии 13-й армии Центрального фронта | старший лейтенант                              | 11.10.1919 — 02.02.1994                       | [ БС 14 ] [ ГС 54 ] [ НЛ 52 ]   |
| 55    | Огуле́нко Максим Артёмович укр. Огуленко Максим Артемович             | 10.04.1945            | пехота       | стрелок 17-й гвардейской механизированной бригады 6-го гвардейского механизированного корпуса 4-й танковой армии 1-го Украинского фронта | гвардии красноармеец                           | 19.07.1899 — 03.07.1974                       | [ БС 14 ] [ ГС 55 ] [ НЛ 53 ]   |
| 56    | Огуре́чников Николай Иванович                                         | 24.03.1945            | инженер      | командир отделения 481-го отдельного сапёрного батальона 344-й стрелковой дивизии 33-й армии 2-го Белорусского фронта | старший сержант                                | 20.05.1915 — 04.07.1979                       | [ БС 14 ] [ ГС 56 ] [ НЛ 54 ]   |
| 57    | Огурцо́в Василий Васильевич                                           | 24.03.1945            | кавалерия    | командир сабельного отделения 45-го гвардейского кавалерийского полка 12-й гвардейской кавалерийской дивизии 5-го гвардейского кавалерийского корпуса 2-го Украинского фронта | старший сержант                                | 1917 — 25.12.1944                             | [ БС 14 ] [ ГС 57 ] [ НЛ 55 ]   |
| 58    | Оде́гов Леонид Яковлевич (Одегов Леонтий Яковлевич)                   | 09.02.1944            | артиллерия   | командир миномёта 491-го армейского миномётного полка 38-й армии Воронежского фронта | старший сержант                                | 29.01.1922 — 29.06.1974                       | [ БС 14 ] [ ГС 58 ] [ НЛ 56 ]   |
| 59    | Одине́ц Пётр Трофимович укр. Одинець Петро Трохимович                 | 18.11.1944            | артиллерия   | командир орудия 17-го артиллерийского полка 137-й стрелковой дивизии 48-й армии 1-го Белорусского фронта | старшина                                       | 25.04.1921 — 01.03.1975                       | [ БС 14 ] [ ГС 59 ] [ НЛ 57 ]   |
| 60    | Одинцо́в Даниил Сидорович (Одинцов Данил Сидорович)                   | 23.10.1942            | морской флот | стрелок 18-го отдельного батальона морской пехоты береговой обороны Черноморского флота | краснофлотец                                   | 1918 — 07.11.1941                             | ——                              |
| 61    | Одинцо́в Михаил Петрович                                              | 04.02.1944 27.06.1945 | авиация      | командир эскадрильи 820-го штурмового авиационного полка 292-й штурмовой авиационной дивизии 1-го штурмового авиационного корпуса 5-й воздушной армии Степного фронта заместитель командира 155-го гвардейского штурмового авиационного полка 9-й гвардейской штурмовой авиационной дивизии 1-го гвардейского штурмового авиационного корпуса 2-й воздушной армии 1-го Украинского фронта | старший лейтенант гвардии майор                | 18.11.1921 — 12.12.2011                       | [ БС 16 ] [ ГС 61 ] [ НЛ 58 ]   |
| 62    | Однобо́ков Пётр Максимович                                            | 18.08.1945            | авиация      | заместитель командира и штурман эскадрильи 118-го гвардейского штурмового авиационного полка 225-й штурмовой авиационной дивизии 15-й воздушной армии 2-го Прибалтийского фронта | гвардии старший лейтенант                      | 17.06.1922 — 27.08.1984                       | [ БС 16 ] [ ГС 62 ] [ НЛ 59 ]   |
| 63    | Одново́рченко Степан Савельевич укр. Одноворченко Степан Савелійович  | 23.02.1945            | авиация      | командир эскадрильи 448-го штурмового авиационного полка 281-й штурмовой авиационной дивизии 13-й воздушной армии Ленинградского фронта | майор                                          | 13.09.1914 — 30.09.1991                       | [ БС 16 ] [ ГС 63 ] [ НЛ 60 ]   |
| 64    | Одноце́нов Герман Петрович                                            | 29.06.1945            | авиация      | командир звена 951-го штурмового авиационного полка 306-й штурмовой авиационной дивизии 10-го штурмового авиационного корпуса 17-й воздушной армии 3-го Украинского фронта | лейтенант                                      | 21.01.1923 — 08.03.1945                       | [ БС 16 ] [ ГС 64 ] [ НЛ 61 ]   |
| 65    | Оду́ха Антон Захарович укр. Одуха Антон Захарович                     | 07.08.1944            | партизан     | активный участник партизанской борьбы на Украине, командир партизанского соединения имени Ф. М. Михайлова | —                                              | 25.02.1910 — 15.05.1967                       | [ БС 16 ] [ ГС 65 ] [ НЛ 62 ]   |
| 66    | Ожига́нов Илья Алексеевич                                             | 23.10.1943            | пехота       | автоматчик роты автоматчиков 565-го стрелкового полка 161-й стрелковой дивизии 40-й армии Воронежского фронта | красноармеец                                   | 02.08.1911 — 24.11.1984                       | [ БС 16 ] [ ГС 66 ] [ НЛ 63 ]   |
| 67    | Ожме́гов Григорий Фёдорович                                           | 24.03.1945            | пехота       | помощник командира взвода 278-й гвардейского стрелкового полка 93-й гвардейской стрелковой дивизии 27-й армии 2-го Украинского фронта | гвардии сержант                                | 02.04.1911 — 23.09.1944                       | [ БС 17 ] [ ГС 67 ] [ НЛ 64 ]   |
| 68    | Ожо́гин Андрей Матвеевич                                              | 31.05.1945            | пехота       | командир 988-го стрелкового полка 230-й стрелковой дивизии 5-й ударной армии 1-го Белорусского фронта | подполковник                                   | 19.11.1910 — 20.07.1949                       | [ БС 18 ] [ ГС 68 ] [ НЛ 65 ]   |
| 69    | Озе́рин Алексей Николаевич                                            | 15.01.1944            | пехота       | командир отделения 237-го гвардейского стрелкового полка 76-й гвардейской стрелковой дивизии 61-й армии Центрального фронта | гвардии сержант                                | 08.04.1924 — 13.01.1944                       | [ БС 18 ] [ ГС 69 ] [ НЛ 66 ]   |
| 70    | Озе́рин Фёдор Иванович                                                | 16.05.1944            | танкист      | механик-водитель танка Т-34 22-го гвардейского отдельного танкового полка 51-й армии 4-го Украинского фронта | гвардии старшина                               | 16.02.1911 — 15.01.1983                       | [ БС 18 ] [ ГС 70 ] [ НЛ 67 ]   |
| 71    | О́зеров Иван Никитович                                                | 10.01.1944            | пехота       | командир батальона 465-го стрелкового полка 167-й стрелковой дивизии 38-й армии Воронежского фронта | старший лейтенант                              | 07.07.1919 — 02.09.1962                       | [ БС 18 ] [ ГС 71 ] [ НЛ 68 ]   |
| 72    | Ози́мин Михаил Иванович                                               | 29.06.1945            | генерал      | командир 28-го стрелкового корпуса 60-й армии 1-го Украинского фронта | гвардии генерал-лейтенант                      | 11.09.1898 — 24.08.1946                       | [ БС 18 ] [ ГС 72 ] [ НЛ 69 ]   |
| 73    | Озмите́ль Фёдор Фёдорович                                             | 05.11.1944            | нквд         | активный участник партизанской борьбы в Белоруссии, командир партизанского отряда особого назначения «Гром» | старший лейтенант государственной безопасности | 13.08.1918 — 15.06.1944                       | ——                              |
| 74    | Окате́нко Фёдор Алексеевич укр. Окатенко Федір Олексійович            | 20.04.1945            | морской флот | стрелок 384-го отдельного батальона морской пехоты Одесской военно-морской базы Черноморского флота | краснофлотец                                   | 06.07.1921 — 27.03.1944                       | [ БС 18 ] [ ГС 74 ] [ НЛ 70 ]   |
| 75    | Окоро́ков Матвей Петрович                                             | 23.09.1943            | танкист      | командир взвода танков Т-34 209-го танкового батальона 88-й танковой бригады 15-го танкового корпус 3-й гвардейской танковой армии Брянского фронта | лейтенант                                      | 22.08.1915 — 05.03.1945                       | [ БС 19 ] [ ГС 75 ] [ НЛ 71 ]   |
| 76    | Окре́стин Борис Семёнович                                             | 13.04.1944            | авиация      | заместитель командира эскадрильи 74-го гвардейского штурмового авиационного полка 1-й гвардейской штурмовой авиационной дивизии 8-й воздушной армии 4-го Украинского фронта | гвардии старший лейтенант                      | 18.02.1923 — 06.07.1944                       | [ БС 20 ] [ ГС 76 ] [ НЛ 72 ]   |
| 77    | Октя́брьская Мария Васильевна                                         | 02.08.1944            | танкист      | механик-водитель танка Т-34 «Боевая подруга» 2-го батальона 26-й гвардейской танковой бригады 2-го гвардейского танкового корпуса Западного фронта | гвардии сержант                                | 16.08.1902 — 15.03.1944                       | [ БС 20 ] [ ГС 77 ] [ НЛ 73 ]   |
| 78    | Октя́брьский Филипп Сергеевич (Иванов Филипп Сергеевич)               | 20.02.1958            | адмирал      | начальник Черноморского высшего военно-морского училища имени П. С. Нахимова | адмирал                                        | 23.10.1899 — 08.07.1969                       | ——                              |
| 79    | О́кунев Акинф Кириллович                                              | 25.10.1943            | артиллерия   | командир орудия 106-го отдельного истребительно-противотанкового дивизиона 23-й стрелковой дивизии 47-й армии Воронежского фронта | старший сержант                                | 31.07.1919 — 09.11.1943                       | [ БС 20 ] [ ГС 79 ] [ НЛ 74 ]   |
| 80    | О́кунев Григорий Селиверстович                                        | 31.05.1945            | артиллерия   | командир орудия 966-го артиллерийского полка 383-й стрелковой дивизии 33-й армии 1-го Белорусского фронта | младший сержант                                | 25.03.1923 — 22.04.2002                       | [ БС 20 ] [ ГС 80 ] [ НЛ 75 ]   |
| 81    | Олби́нский Василий Александрович укр. Олбинський Василь Олександрович | 17.10.1943            | инженер      | командир отделения 9-го отдельного понтонно-мостового батальона 60-й армии Центрального фронта | старший сержант                                | 06.07.1914 — 20.02.1945                       | [ БС 20 ] [ ГС 81 ] [ НЛ 76 ]   |
| 82    | Оле́йник Вадим Клавдиевич укр. Олійник Вадим Клавдійович              | 22.08.1944            | артиллерия   | командир зенитной батареи 1991-го зенитного артиллерийского полка 64-й зенитной артиллерийской дивизии РГК в составе войск 2-го Белорусского фронта | старший лейтенант                              | 23.11.1922 — 05.04.1944                       | [ БС 21 ] [ ГС 82 ] [ НЛ 77 ]   |
| 83    | Оле́йник Василий Петрович укр. Олійник Василь Петрович                | 24.03.1945            | пехота       | стрелок 873-го стрелкового полка 276-й стрелковой дивизии 1-й гвардейской армии 4-го Украинского фронта | красноармеец                                   | 24.12.1903 — 06.05.1983                       | [ БС 21 ] [ ГС 83 ] [ НЛ 78 ]   |
| 84    | Оле́йник Григорий Никитович укр. Олійник Григорій Микитович           | 24.08.1943            | авиация      | заместитель командира 293-го истребительного авиационного полка 287-й истребительной авиационной дивизии 4-й воздушной армии Северо-Западного фронта | капитан                                        | 09.02.1916 — 11.08.1953                       | [ БС 21 ] [ ГС 84 ] [ НЛ 79 ]   |
| 85    | Оле́йник Иван Леонтьевич укр. Олійник Іван Леонтійович                | 24.03.1945            | пехота       | заместитель командира батальона 453-го стрелкового полка 78-й стрелковой дивизии 27-й армии 2-го Украинского фронта | старший лейтенант                              | 12.12.1919 — 06.06.1968                       | [ БС 21 ] [ ГС 85 ] [ НЛ 80 ]   |
| 86    | Оле́йник Михаил Иванович укр. Олійник Михайло Іванович                | 21.04.1943            | артиллерия   | старшина 339-го гвардейского миномётного дивизиона 100-го гвардейского миномётного полка СВГК Красной армии в составе 3-й гвардейской армии Юго-Западного фронта | гвардии старшина                               | 29.09.1908 — 15.10.2000                       | [ БС 21 ] [ ГС 86 ] [ НЛ 81 ]   |
| 87    | Оле́йников Василий Семёнович укр. Олейников Василь Семенович          | 27.06.1945            | авиация      | командир звена 143-го гвардейского штурмового авиационного полка 8-й гвардейской штурмовой авиационной дивизии 1-го гвардейского штурмового авиационного корпуса 2-й воздушной армии 1-го Украинского фронта | гвардии лейтенант                              | 29.12.1920 — 17.09.1946                       | [ БС 21 ] [ ГС 87 ] [ НЛ 82 ]   |
| 88    | Оле́йников Иван Иванович                                              | 31.05.1945            | танкист      | командир танковой роты 92-го отдельного инженерно-танкового полка 5-й ударной армии 1-го Белорусского фронта | гвардии лейтенант                              | 09.10.1923 — 08.03.1945                       | [ БС 22 ] [ ГС 88 ] [ НЛ 83 ]   |
| 89    | Оле́йников Павел Романович                                            | 07.04.1940            | пехота       | командир отделения 541-го стрелкового полка 136-й стрелковой дивизии 13-й армии Северо-Западного фронта | отделённый командир                            | 1917 — 18.02.1945                             | [ БС 23 ] [ ГС 89 ] [ НЛ 84 ]   |
| 90    | Олейниче́нко Дмитрий Елисеевич укр. Олійниченко Дмитро Єлисейович     | 18.08.1945            | авиация      | командир эскадрильи 189-го гвардейского штурмового авиационного полка 196-й штурмовой авиационной дивизии 4-го штурмового авиационного корпуса 4-й воздушной армии 2-го Белорусского фронта | гвардии капитан                                | 14.05.1915 — 27.07.1951                       | [ БС 23 ] [ ГС 90 ] [ НЛ 85 ]   |
| 91    | Олейню́к Клементий Карпович укр. Олейнюк Клим Карпович                | 13.09.1944            | пехота       | пулемётчик 60-го гвардейского стрелкового полка 20-й гвардейской стрелковой дивизии 37-й армии 3-го Украинского фронта | гвардии младший сержант                        | 25.11.1916 — 27.03.1944                       | [ БС 23 ] [ ГС 91 ] [ НЛ 86 ]   |
| 92    | Оле́нин Александр Михайлович                                          | 19.03.1944            | пехота       | стрелок 120-го гвардейского стрелкового полка 39-й гвардейской стрелковой дивизии 8-й гвардейской армии 3-го Украинского фронта | гвардии красноармеец                           | 15.03.1909 — 31.10.1970                       | [ БС 23 ] [ ГС 92 ] [ НЛ 87 ]   |
| 93    | Оле́нич Иван Иванович укр. Оленич Іван Іванович                       | 10.01.1944            | связисты     | командир телефонного взвода 703-й отдельной роты связи 38-й стрелковой дивизии 40-й армии Воронежского фронта | младший лейтенант                              | 20.03.1920 — 31.03.1987                       | [ БС 23 ] [ ГС 93 ] [ НЛ 88 ]   |
| 94    | Олепи́р Алексей Иванович укр. Олепір Олексій Іванович                 | 18.08.1945            | авиация      | командир звена 657-го штурмового авиационного полка 196-й штурмовой авиационной дивизии 4-го штурмового авиационного корпуса 4-й воздушной армии 2-го Белорусского фронта | старший лейтенант                              | 17.03.1921 — 21.08.2004                       | [ БС 23 ] [ ГС 94 ] [ НЛ 89 ]   |
| 95    | Оле́шев Николай Николаевич                                            | 08.09.1945            | генерал      | командир 113-го стрелкового корпуса 39-й армии Забайкальского фронта | генерал-лейтенант                              | 08.09.1903 — 02.11.1970                       | [ БС 23 ] [ ГС 95 ] [ НЛ 90 ]   |
| 96    | Оловя́нников Николай Ефимович                                         | 26.10.1944            | авиация      | командир звена 312-го штурмового авиационного полка 233-й штурмовой авиационной дивизии 4-й штурмовой авиационный корпус 4-й воздушной армии 2-го Белорусского фронта | лейтенант                                      | 22.12.1922 — 15.04.2021                       | [ БС 24 ] [ ГС 96 ] [ НЛ 91 ]   |
| 97    | Ольховико́в Александр Васильевич                                      | 02.02.1984            | морской флот | командир атомного тяжёлого ракетного крейсера «ТК-208» 18-й дивизии подводных лодок 1-й флотилии атомных подводных лодок Северного флота | капитан 1 ранга                                | 17.01.1941 — 30.01.2015                       | ——                              |
| 98    | Ольхо́вский Николай Иванович бел. Альхоўскі Мікалай Іванавіч          | 04.02.1944            | авиация      | командир эскадрильи 193-го истребительного авиационного полка 302-й истребительной авиационной дивизии 4-го истребительного авиационного корпуса Степного фронта | майор                                          | 10.10.1909 — 26.08.1978                       | [ БС 24 ] [ ГС 98 ] [ НЛ 92 ]   |
| 99    | О́льчев Николай Данилович                                             | 16.10.1943            | артиллерия   | наводчик орудия 375-го артиллерийского полка 181-й стрелковой дивизии 13-й армии Центрального фронта | красноармеец                                   | 16.12.1922 — 17.08.1989                       | [ БС 24 ] [ ГС 99 ] [ НЛ 93 ]   |
| 100   | Ольша́нский Константин Фёдорович укр. Ольшанський Костянтин Федорович | 20.04.1945            | морской флот | командир роты автоматчиков 384-го отдельного батальона морской пехоты Одесской военно-морской базы Черноморского флота | старший лейтенант                              | 21.05.1915 — 27.03.1944                       | [ БС 24 ] [ ГС 100 ] [ НЛ 94 ]  |
| 101   | Ольше́вский Александр Васильевич                                      | 24.03.1945            | артиллерия   | командир самоходной артиллерийской установки 1455-го самоходного артиллерийского полка 9-го танкового корпуса 2-й гвардейской танковой армии 1-го Белорусского фронта | гвардии младший лейтенант                      | 16.11.1920 — 20.09.1973                       | [ БС 24 ] [ ГС 101 ] [ НЛ 95 ]  |
| 102   | Ольше́вский Николай Михайлович укр. Ольшевський Микола Михайлович     | 24.03.1945            | танкист      | командир танка 26-й гвардейской танковой бригады 2-го гвардейского танкового корпуса 2-го Белорусского фронта | гвардии младший лейтенант                      | 27.01.1920 — 22.08.1944                       | [ БС 24 ] [ ГС 102 ] [ НЛ 96 ]  |
| 103   | Омеле́чко Николай Фёдорович укр. Омелечко Микола Федорович            | 19.06.1943            | пехота       | заместитель командира роты 40-го гвардейского стрелкового полка 11-й гвардейской стрелковой дивизии 11-й гвардейской армии Западного фронта | гвардии лейтенант                              | 03.07.1922 — 22.06.1953                       | [ БС 25 ] [ ГС 103 ] [ НЛ 97 ]  |
| 104   | Оме́лин Николай Титович                                               | 16.10.1943            | пехота       | командир батальона 10-го гвардейского стрелкового полка 6-й гвардейского стрелковой дивизии 13-й армии Центрального фронта | гвардии капитан                                | 17.10.1916 — 29.08.2001                       | [ БС 26 ] [ ГС 104 ] [ НЛ 98 ]  |
| 105   | Оме́льченко Иван Алексеевич                                           | 19.3.1944             | связисты     | телефонист 329-й отдельной роты связи 203-й стрелковой дивизии 12-й армии 3-го Украинского фронта | красноармеец                                   | 01.09.1925 — 09.11.1982                       | [ БС 26 ] [ ГС 105 ] [ НЛ 99 ]  |
| 106   | Омельчу́к Григорий Куприянович укр. Омельчук Григорій Купріянович     | 13.09.1944            | пехота       | командир батальона 1317-го стрелкового полка 202-й стрелковой дивизии 27-й армии 2-го Украинского фронта | капитан                                        | 25.01.1920 — 03.03.1983                       | [ БС 26 ] [ ГС 106 ] [ НЛ 100 ] |
| 107   | Омельяню́к Владимир Степанович укр. Омельянюк Володимир Степанович    | 08.05.1965            | партизан     | активный участник партизанской борьбы в Белоруссии, член Минского подпольного горкома КП(б)Б | —                                              | 20.05.1917 — 26.05.1942                       | ——                              |
| 108   | Омельяню́к Филипп Трофимович                                          | 27.02.1945            | комиссар     | заместитель по политической части командира батальона 447-го стрелкового полка 397-й стрелковой дивизии 61-й армии 1-го Белорусского фронта | гвардии старший лейтенант                      | 05.02.1905 — 04.09.1996                       | [ БС 26 ] [ ГС 108 ] [ НЛ 101 ] |
| 109   | Оми́гов Иван Фёдорович                                                | 18.08.1945            | авиация      | старший лётчик 828-го штурмового авиационного полка 260-й штурмовой авиационной дивизии 4-й воздушной армии 2-го Белорусского фронта | лейтенант                                      | 12.09.1923 — 12.05.1966                       | [ БС 26 ] [ ГС 109 ] [ НЛ 102 ] |
| 110   | Они́лова Нина Андреевна укр. Онілова Ніна Андріївна                   | 14.05.1965            | пехота       | командир пулемётного расчёта 54-го стрелкового полка 25-й стрелковой дивизии Отдельной Приморской армии Крымского фронта | старший сержант                                | 10.04.1921 — 08.03.1942                       | ——                              |
| 111   | Ониске́вич Григорий Демьянович                                        | 01.07.1944            | авиация      | заместитель командира эскадрильи 164-го истребительного авиационного полка 295-й истребительной авиационной дивизии 9-го смешанного авиационного корпуса 17-й воздушной армии 3-го Украинского фронта | старший лейтенант                              | 16.02.1918 — 01.01.1968                       | [ БС 27 ] [ ГС 111 ] [ НЛ 103 ] |
| 112   | Они́щенко Виктор Павлович укр. Онищенко Віктор Павлович               | 29.06.1945            | авиация      | штурман звена 134-го гвардейского бомбардировочного авиационного полка 6-й гвардейской бомбардировочной авиационной дивизии 1-й воздушной армии 3-го Белорусского фронта | гвардии старший лейтенант                      | 30.12.1921 — 30.10.2001                       | [ БС 28 ] [ ГС 112 ] [ НЛ 104 ] |
| 113   | Они́щенко Григорий Харлампиевич укр. Онищенко Григорій Харлампійович  | 16.10.1943            | артиллерия   | наводчик орудия 886-го артиллерийского полка 322-й стрелковой дивизии 13-й армии Центрального фронта | младший сержант                                | 22.08.1913 — 17.05.1945                       | [ БС 28 ] [ ГС 113 ] [ НЛ 105 ] |
| 114   | Онищук Олег Петрович укр. Оніщук Олег Петрович                       | 05.05.1988            | ГРУ          | заместитель командира роты 22-й отдельной бригады специального назначения Главного разведывательного управления Генерального штаба Вооружённых сил СССР в составе войск 40-й армии ограниченного контингента советских войск в Афганистане | старший лейтенант                              | 12.08.1961 — 31.10.1987                       | ——                              |
| 115   | Оно́па Николай Савельевич укр. Онопа Микола Савелійович               | 29.06.1945            | пехота       | помощник командира взвода 107-го гвардейского стрелкового полка 34-й гвардейской стрелковой дивизии 4-й гвардейской армии 3-го Украинского фронта | гвардии старшина                               | 18.11.1913 — 17.02.1962                       | [ БС 28 ] [ ГС 115 ] [ НЛ 106 ] |
| 116   | Оноприе́нко Иван Алексеевич укр. Онопрієнко Іван Олексійович          | 22.02.1944            | артиллерия   | наводчик орудия 130-го отдельного истребительного противотанкового артиллерийского дивизиона 254-й стрелковой дивизии 52-й армии 2-го Украинского фронта | старший сержант                                | 20.10.1920 — 01.12.1943                       | [ БС 28 ] [ ГС 116 ] [ НЛ 107 ] |
| 117   | Оноприе́нко Николай Николаевич укр. Онопрієнко Микола Миколайович     | 29.06.1945            | пехота       | заместитель по строевой части командира 37-й гвардейской стрелковой дивизии 65-й армии 2-го Белорусского фронта | гвардии полковник                              | 19.12.1911 — 12.11.1979                       | [ БС 28 ] [ ГС 117 ] [ НЛ 108 ] |
| 118   | Оно́пченко Николай Маркович укр. Онопченко Микола Маркович            | 15.05.1946            | авиация      | командир эскадрильи 163-го гвардейского истребительного авиационного полка 229-й истребительной авиационной дивизии 4-й воздушной армии 2-й Белорусского фронта | гвардии старший лейтенант                      | 03.10.1920 — 03.05.1998                       | [ БС 28 ] [ ГС 118 ] [ НЛ 109 ] |
| 119   | Онта́ев Бейсен Сеитович каз. Оңтаев Бейсен Сейітұлы                   | 30.10.1943            | пехота       | разведчик 120-го стрелкового полка 69-й стрелковой дивизии 65-й армии Центрального фронта | красноармеец                                   | 03.05.1922 — 21.06.1991                       | [ БС 28 ] [ ГС 119 ] [ НЛ 110 ] |
| 120   | Онуприе́нко Дмитрий Платонович укр. Онупрієнко Дмитро Платонович      | 16.10.1934            | генерал      | командир 6-й гвардейской стрелковой дивизии 13-й армии Центрального фронта | гвардии генерал-майор                          | 25.10.1906 — 22.11.1977                       | [ БС 30 ] [ ГС 120 ] [ НЛ 111 ] |
| 121   | Онуса́йтис Юрий Иосифович                                             | 24.03.1945            | пехота       | командир батальона 95-го гвардейского стрелкового полка 31-й гвардейского стрелковой дивизии 11-й гвардейской армии 3-й Белорусского фронта | гвардии капитан                                | 07.09.1921 — 17.04.2005                       | [ БС 30 ] [ ГС 121 ] [ НЛ 112 ] |
| 122   | Онуфрие́нко Григорий Денисович укр. Онуфрієнко Григорій Денисович     | 12.04.1942            | авиация      | командир эскадрильи 129-го истребительного авиационного полка 47-й смешанной авиационной дивизии Западного фронта | старший лейтенант                              | 22.06.1916 — 28.01.1998                       | [ БС 30 ] [ ГС 122 ] [ НЛ 113 ] |
| 123   | Ону́чин Михаил Васильевич                                             | 17.11.1943            | инженер      | заместитель по инженерными войсками командующего 3-й гвардейской танковой армией Воронежского фронта | гвардии полковник                              | 16.09.1903 — 05.10.1943                       | [ БС 30 ] [ ГС 123 ] [ НЛ 114 ] |
| 124   | Опа́дчий Фёдор Фёдорович укр. Опадчий Федір Федорович                 | 07.02.1957            | авиация      | лётчик-испытатель ОКБ В. М. Мясищева | полковник                                      | 14.01.1907 — 10.04.1996                       | ——                              |
| 125   | Опа́лев Александр Алексеевич                                          | 31.05.1945            | пехота       | стрелок 1052-го стрелкового полка 301-й стрелковой дивизии 5-й ударной армии 1-го Белорусского фронта | красноармеец                                   | 1902 — 03.02.1945                             | [ БС 30 ] [ ГС 125 ] [ НЛ 115 ] |

| Навигационная таблица | Навигационная таблица              |
| --------------------- | ---------------------------------- |
| «О»                   | Обедняк Николай — Опалев Александр |
| «О»                   | Опалев Алексей — Ощепков Андрей    |